# Gioco rapido
Negli scacchi, il gioco rapido (denominato Rapidplay o Rapid nel regolamento internazionale) è una variante a tempo in cui ogni giocatore ha a disposizione un tempo maggiore di 10 minuti ma inferiore a 60 minuti per completare la partita.

## Descrizione
Dai primi anni 2000 si utilizzano normalmente gli orologi digitali (di solito l'orologio Fischer), che è possibile configurare in modo che i giocatori siano accreditati di una certa quantità di tempo extra (incremento) per ogni mossa giocata; in questo caso, è la somma (tempo iniziale + 60 volte l'incremento per mossa) a dover essere compresa fra 10 e 60 minuti. Il gioco rapido è quindi una via di mezzo tra la partita lampo e una partita con tempo di riflessione da torneo (tempo standard).
Nel 1987 la FIDE introdusse la partita Active, in cui ogni giocatore aveva a disposizione 25 o 30 minuti. Vennero organizzati tornei Active omologati dalla FIDE. 
Talora, specialmente in Italia e in Francia, si usa il termine semi-lampo per indicare il gioco rapido, ma spesso tale termine si riferisce solamente alle partite con tempo di riflessione di 15 minuti.
Fra l'altro, questa è una modalità di gioco molto usata nei circoli, nelle amichevoli o in tornei che durano una sola giornata o un solo fine settimana (torneo week end). In alcuni casi, partite di questo tipo vengono usate come spareggi nel caso che due giocatori si trovino a pari merito dopo un torneo a tempo di riflessione standard.

## Storia
Il primo match rapid di alto livello si è svolto a Londra nel 1987. Denominato "London Docklands Speed Chess Challenge", l'allora campione del mondo Garri Kasparov sconfisse Nigel Short in un match di 6 partite (+4 –2). 
Nel 1988 la FIDE organizzò a Mazatlán in Messico il primo "World Active Chess Championship", a cui parteciparono 61 giocatori. Il torneo fu vinto da Anatolij Karpov, che dopo un playoff di 10 partite contro Viktor Gavrikov terminato in parità (5-5), si aggiudicò il titolo per spareggio tecnico e con esso il primo premio di 40 000 USD.
Nel 2001 la Federazione francese, con il sostegno della FIDE, organizzò a Cannes la "Coppa del mondo di scacchi rapid", con 16 giocatori. Vinse Garri Kasparov, che sconfisse nella finale Evgeny Bareev.

## Regolamento
Il gioco rapido segue le medesime regole del gioco tradizionale, con alcune eccezioni; le più importanti sono le seguenti:
- se un giocatore mette in moto l'orologio dell'avversario dopo aver eseguito una mossa irregolare, quest'ultimo ha il diritto di farlo notare e di far ripristinare la posizione corretta; ma solo prima di eseguire a sua volta una mossa. Se invece l'avversario non reclama e continua la partita, la mossa irregolare giocata viene considerata valida;
- i giocatori non sono obbligati a scrivere le mosse.

## Elo FIDE Rapid
Nell'agosto 2012 la FIDE ha introdotto, contemporaneamente all'Elo per le partite blitz, l'Elo per le partite rapid. Di seguito è riportata una classifica dei giocatori che hanno raggiunto o superato i 2800 punti di Elo rapid. È indicato il punteggio massimo ottenuto e l'anno e il mese in cui è stato pubblicato dalla FIDE.  
| #  | Giocatore              | Elo rapid | Data    |
| -- | ---------------------- | --------- | ------- |
| 1  | Magnus Carlsen         | 2 908     | 2017-11 |
| 2  | Maxime Vachier-Lagrave | 2 873     | 2019-12 |
| 3  | Fabiano Caruana        | 2 858     | 2014-12 |
| 4  | Hikaru Nakamura        | 2 853     | 2019-06 |
| 5  | Wesley So              | 2 852     | 2018-07 |
| 6  | Alexander Grischuk     | 2 851     | 2017-09 |
| 7  | Vassily Ivanchuk       | 2 844     | 2016-01 |
| 8  | Ding Liren             | 2 836     | 2020-01 |
| 9  | Shakhriyar Mamedyarov  | 2 833     | 2017-08 |
| 10 | Levon Aronian          | 2 830     | 2012-09 |
| 11 | Sergej Karjakin        | 2 830     | 2012-09 |
| 12 | Leinier Dominguez      | 2 826     | 2018-08 |
| 13 | Viswanathan Anand      | 2 822     | 2018-06 |
| 14 | Jan Nepomnjaščij       | 2 821     | 2022-09 |
| 15 | Vladislav Artemiev     | 2 812     | 2018-12 |
| 16 | Jan-Krzysztof Duda     | 2 808     | 2022-07 |
| 17 | Richard Rapport        | 2 802     | 2017-09 |